# Olympische Jugend-Winterspiele 2016/Teilnehmer (Slowakei)
| Gelbes Symbol für Goldmedaillen mit stilisierten Olympischen Ringen | Graues Symbol für Silbermedaillen mit stilisierten Olympischen Ringen | Braundes Symbol für Bronzemedaillen mit stilisierten Olympischen Ringen |
| ------------------------------------------------------------------- | --------------------------------------------------------------------- | ----------------------------------------------------------------------- |
| —                                                                   | 1                                                                     | —                                                                       |

Die Slowakei nahm an den Olympischen Jugend-Winterspielen 2016 im norwegischen Lillehammer mit 33 Athleten in sieben Sportarten teil.

## Medaillen
Mit einer gewonnenen Silbermedaille belegte das slowakische Team – gemeinsam mit Belgien – Platz 24 im Medaillenspiegel.

## Sportarten

### Biathlon
| Athleten                                                               | Wettbewerb           | Zeit (Schießfehler) | Rang |
| ---------------------------------------------------------------------- | -------------------- | ------------------- | ---- |
| Jungen                                                                 |                      |                     |      |
| Matej Lepeň                                                            | 7,5 km Sprint        | 21:26,1 min (2)     | 30   |
| Matej Lepeň                                                            | 10 km Verfolgung     | 32:50,7 min (4)     | 24   |
| Miroslav Pavlák                                                        | 7,5 km Sprint        | 20:52,8 min (1)     | 19   |
| Miroslav Pavlák                                                        | 10 km Verfolgung     | 33:20,4 min (7)     | 28   |
| Mädchen                                                                |                      |                     |      |
| Veronika Haidelmeierová                                                | 6 km Sprint          | 21:25,3 min (2)     | 40   |
| Veronika Haidelmeierová                                                | 7,5 km Verfolgung    | 30:13,3 min (1)     | 32   |
| Henrieta Horvátová                                                     | 6 km Sprint          | 21:06,7 min (3)     | 36   |
| Henrieta Horvátová                                                     | 7,5 km Verfolgung    | 29:29,6 min (2)     | 29   |
| Gemischt                                                               |                      |                     |      |
| Henrieta Horváthová Matej Lepeň                                        | Single Mixed-Staffel | 45:22,1 min (2+13)  | 16   |
| Henrieta Horvátová Veronika Haidelmeierová Matej Lepeň Miroslav Pavlák | Mixed-Staffel        | 1:25:20,6 h (1+8)   | 10   |

### Bob
| Athleten      | Wettbewerb | Durchgang 1 | Durchgang 1 | Durchgang 2 | Durchgang 2 | Gesamt      | Gesamt |
| Athleten      | Wettbewerb | Zeit        | Rang        | Zeit        | Rang        | Zeit        | Rang   |
| ------------- | ---------- | ----------- | ----------- | ----------- | ----------- | ----------- | ------ |
| Jungen        |            |             |             |             |             |             |        |
| Jakub Čiernik | Monobob    | 58,37 s     | 12          | 58,14 s     | 8           | 1:56,51 min | 10     |

### Eishockey
| Athleten          | Wettbewerb       | Qualifikation | Qualifikation | Finale | Finale |
| Athleten          | Wettbewerb       | Punkte        | Rang          | Punkte | Rang   |
| ----------------- | ---------------- | ------------- | ------------- | ------ | ------ |
| Jungen            |                  |               |               |        |        |
| Sebastian Čederle | Skills-Challenge | 19            | 1             | 12     | Silber |
| Mädchen           |                  |               |               |        |        |
| Martina Fedorová  | Skills-Challenge | 12            | 7             | 7      | 7      |

#### Mädchen
| Slowakei | Spielerinnen Patrícia Ágoštonová, Paula Cagáňová, Alexandra Čorňáková, Michaela Hájniková, Kinga Horváthová, Klaudia Kleinová, Barbora Koyšová, Lívia Kubeková, Nina Kučerková, Simona Ležovičová, Zuzana Majeríková, Sylvia Maťašová, Andrea Rišianová, Nikola Rumanová, Dominika Sedláková, Laura Šulíková, Diana Vargová |

Gruppenphase
| Pl. |            | Sp | S | OTS | OTN | N | Tore  | Punkte |
| 1.  | Schweden   | 4  | 2 | 1   | 1   | 0 | 10:03 | 9      |
| 2.  | Tschechien | 4  | 3 | 0   | 0   | 1 | 7:04  | 9      |
| 3.  | Schweiz    | 4  | 2 | 1   | 0   | 1 | 10:06 | 8      |
| 4.  | Slowakei   | 4  | 1 | 0   | 1   | 2 | 06:09 | 4      |
| 5.  | Norwegen   | 4  | 0 | 0   | 0   | 4 | 02:13 | 0      |

 Halbfinale 
| 19. Februar 2016 14:00 Uhr | Schweden | 5:0 (4:0, 0:0, 1:0) | Slowakei | Kristins Hall, Lillehammer |

 Spiel um Platz 3 
| 20. Februar 2016 17:00 Uhr | Schweiz Noemi Ryhner (20:49) Berta Sydney (27:57) Noemi Ryhner (29:28) Noemi Ryhner (34:13) Jessica Schlegel (40:56) | 5:2 (0:1, 3:0, 2:1) | Slowakei Kinga Horváthová (4:55) Dominika Sedláková (44:13) | Kristins Hall, Lillehammer |

### Eiskunstlauf
| Athleten           | Wettbewerb | Kurzprogramm | Kurzprogramm | Free Skating/Dance | Free Skating/Dance | Gesamt | Gesamt |
| Athleten           | Wettbewerb | Punkte       | Rang         | Punkte             | Rang               | Punkte | Rang   |
| ------------------ | ---------- | ------------ | ------------ | ------------------ | ------------------ | ------ | ------ |
| Mädchen            |            |              |              |                    |                    |        |        |
| Alexandra Hagarová | Einzel     | 38,75        | 16           | 74,52              | 12                 | 113,27 | 16     |

### Rennrodeln
| Athleten                  | Wettbewerb   | Durchgang 1 | Durchgang 1 | Durchgang 2 | Durchgang 2 | Gesamt       | Gesamt |
| Athleten                  | Wettbewerb   | Zeit        | Rang        | Zeit        | Rang        | Zeit         | Rang   |
| ------------------------- | ------------ | ----------- | ----------- | ----------- | ----------- | ------------ | ------ |
| Jungen                    |              |             |             |             |             |              |        |
| Richard Gavlas            | Einsitzer    | 48,895 s    | 12          | 48,949 s    | 14          | 1:37,844 min | 14     |
| Tomáš Vaverčák Matej Zmij | Doppelsitzer | 53,405 s    | 6           | 53,663 s    | 6           | 1:47,068 min | 6      |
| Mädchen                   |              |             |             |             |             |              |        |
| Katarína Šimoňáková       | Einsitzer    | 54,127 s    | 14          | 54,072 s    | 15          | 1:48,199 min | 14     |

| Athleten                                                     | Wettbewerb  | Mädchen  | Mädchen | Junge    | Junge | Doppel   | Doppel | Gesamt       | Gesamt |
| Athleten                                                     | Wettbewerb  | Zeit     | Rang    | Zeit     | Rang  | Zeit     | Rang   | Zeit         | Rang   |
| ------------------------------------------------------------ | ----------- | -------- | ------- | -------- | ----- | -------- | ------ | ------------ | ------ |
| Gemischt                                                     |             |          |         |          |       |          |        |              |        |
| Katarína Šimoňáková Richard Gavlas Tomáš Vaverčák Matej Zmij | Teamstaffel | 58,232 s | 10      | 58,977 s | 8     | 59,944 s | 7      | 2:57,153 min | 8      |

### Ski Alpin
| Jungen           |              |             |    |             |    |             |    |
| Henrich Katrenič | Super-G      |             |    |             |    | 1:13,89 min | 27 |
| Henrich Katrenič | Riesenslalom | 1:23,43 min | 29 | 1:21,05 min | 23 | 2:44,48 min | 24 |
| Henrich Katrenič | Slalom       | 51,50 s     | 16 | 52,30 s     | 23 | 1:43,80 min | 16 |
| Henrich Katrenič | Kombination  | 1:13,14 min | 11 | 43,47 s     | 20 | 1:56,61 min | 15 |
| Mädchen          |              |             |    |             |    |             |    |
| Tereza Jančová   | Super-G      |             |    |             |    | 1:15,93 min | 14 |
| Tereza Jančová   | Riesenslalom | 1:22,56 min | 16 | 1:18,79 min | 15 | 2:41,35 min | 15 |
| Tereza Jančová   | Slalom       | 57,74 s     | 15 | 53,32 s     | 14 | 1:51,06 min | 14 |
| Tereza Jančová   | Kombination  | 1:17,37 min | 17 | 44,81 s     | 10 | 2:02,18 min | 10 |

### Skilanglauf
| Athleten         | Wettbewerb       | Qualifikation | Qualifikation | Viertelfinale      | Viertelfinale      | Halbfinale         | Halbfinale         | Finale             | Finale             |
| Athleten         | Wettbewerb       | Zeit          | Rang          | Zeit               | Rang               | Zeit               | Rang               | Zeit               | Rang               |
| ---------------- | ---------------- | ------------- | ------------- | ------------------ | ------------------ | ------------------ | ------------------ | ------------------ | ------------------ |
| Jungen           |                  |               |               |                    |                    |                    |                    |                    |                    |
| Ján Mikuš        | Cross            | 3:25,72 min   | 35            |                    |                    | nicht qualifiziert | nicht qualifiziert | nicht qualifiziert | nicht qualifiziert |
| Ján Mikuš        | Sprint klassisch | 3:11,27 min   | 24            | 3:15,69 min        | 6                  | nicht qualifiziert | nicht qualifiziert | nicht qualifiziert | nicht qualifiziert |
| Ján Mikuš        | 10 km Freistil   |               |               |                    |                    |                    |                    | 27:57,1 min        | 40                 |
| Mädchen          |                  |               |               |                    |                    |                    |                    |                    |                    |
| Zuzana Šefčíková | Cross            | 4:07,26 min   | 33            |                    |                    | nicht qualifiziert | nicht qualifiziert | nicht qualifiziert | nicht qualifiziert |
| Zuzana Šefčíková | Sprint klassisch | 3:50,74 min   | 31            | nicht qualifiziert | nicht qualifiziert | nicht qualifiziert | nicht qualifiziert | nicht qualifiziert | nicht qualifiziert |
| Zuzana Šefčíková | 5 km Freistil    |               |               |                    |                    |                    |                    | 16:02,3 min        | 38                 |